# Provvedimenti delegati sulla scuola
I  provvedimenti delegati sulla scuola (anche chiamati decreti delegati sulla scuola) sono una raccolta di sei atti normativi emanati in Italia tra il luglio 1973 ed il maggio 1974.
Costituirono "il primo tentativo di dare una effettiva, ordinata e coerente attuazione ai principi della costituzione della Repubblica Italiana concernente la scuola statale italiana (Università esclusa)", ed hanno rappresentato di fatto il primo testo unico organico riguardante l'istruzione non universitaria nell'Italia repubblicana.

## Storia
Il Regno d'Italia ereditò la prima trattazione organica di legislazione scolastica dal Regno di Sardegna: si trattava della celebre legge Casati del 1859. In seguito intervennero ulteriori modificazioni sull'impalcatura scolastica nazionale: la legge Coppino del 1877, le leggi Orlando (1904) e Daneo-Credaro (1911), e soprattutto la riforma Gentile (attuata con cinque regi decreti tra il dicembre 1922 e l'ottobre 1923) e gli interventi successivi su di essa dai ministri fascisti Giuseppe Belluzzo (cosiddetto Testo unico del 1928) e Giuseppe Bottai (Carta della scuola del 1939).
Nell'Italia repubblicana, la fonte primaria di legislazione scolastica divenne la nuova Costituzione repubblicana, entrata in vigore il 1º gennaio 1948, che afferma la promozione e la libertà dell'istruzione. Tra i primi provvedimenti normativi riguardanti la scuola nel secondo dopoguerra vi fu la legge delega 20 dicembre 1954, n. 1181, il cui art. 7 stabiliva l'autonomia dello stato giuridico del personale della scuola rispetto ad altri pubblici impieghi. La delega al governo tuttavia decade, senza che venissero convertiti in DPR tutti i provvedimenti previsti. Tre disegni di legge analoghi, sullo stato giuridico del personale docente, furono di nuovo presentati nel 1960 dal ministro Giuseppe Medici, ma non andarono in porto, così come il disegno di legge del ministro Luigi Gui presentato nel 1967.
Successivamente il movimento del Sessantotto, fece nascere l'esigenza di democrazia e partecipazione alla vita della scuola. Nel 1970 iniziò l'iter legislativo dei provvedimenti delegati, con il disegno di legge n. 2728, che dopo una serie di rimaneggiamenti portò alla legge delega 477/1973.
Gran parte delle disposizioni vennero poi raccolte nel testo unico delle disposizioni legislative in materia di istruzione, emanato con il decreto legislativo 16 aprile 1994, n. 297.

## Le norme
Il corpus è composto dai seguenti sette provvedimenti (incluso uno mai entrato in vigore):
- Legge delega 30 luglio 1973, 477;[7]
- DPR 31 maggio 1974, n.416: "Istituzione e riordinamento di organi collegiali della scuola materna, elementare, secondaria e artistica";[8]
- DPR 31 maggio 1974, n. 417: "Norme sullo stato giuridico del personale docente, direttivo ed ispettivo della scuola materna, elementare, secondaria ed artistica dello Stato";[9]
- DPR 31 maggio 1974, n. 418: "Corresponsione di un compenso per lavoro straordinario al personale ispettivo e direttivo della scuola materna, elementare, secondaria ed artistica";[10]
- DPR 31 maggio 1974, n. 419: "Sperimentazione e ricerca educativa, aggiornamento culturale e professionale ed istituzione dei relativi istituti";[11]
- DPR 31 maggio 1974, 420: "Norme sullo stato giuridico del personale non insegnante statale delle scuole materne, elementari, secondarie ed artistiche".[12]
- "Personale in servizio nelle istituzioni scolastiche all'estero" (disegno di legge respinto dalla Corte dei conti e mai promulgato).[senza fonte]

## Analisi dei singoli provvedimenti
I provvedimenti delegati hanno segnato la vita della scuola italiana istituendo gli organi collegiali della scuola, i distretti scolastici, nuovi enti per l'aggiornamento e la valutazione (oggi accorpati in due importanti istituzioni, l'Istituto nazionale per la valutazione del sistema dell'istruzione e l'Agenzia nazionale per lo sviluppo dell'autonomia scolastica); garantendo il diritto di assemblea, la libertà di insegnamento, le libertà sindacali per tutto il personale della scuola; riformando gli stati giuridici ed il trattamento economico di docenti, dirigenti, ispettori e personale ausiliario, tecnico e amministrativo.

### Legge delega 477/1973
La norma prevedeva che:
- la validità della delega viene fissata fino al 30 giugno 1975 (art. 2);[7]
- l'oggetto viene definito in rubrica come "delega al Governo per l'emanazione di norme sullo stato giuridico del personale direttivo, ispettivo, docente e non docente della scuola materna, elementare, secondaria ed artistica dello Stato" (in realtà gli interventi saranno un po' più ampi);[7]
- i criteri saranno ampiamente descritti nell'articolo 1 in quattro punti:[7]
  - a) "disciplina unitaria del nuovo stato giuridico del personale docente, direttivo ed ispettivo della scuola materna, elementare, secondaria ed artistica e di ogni altra istituzione scolastica o tipo di scuola con eventuali adattamenti resi necessari da peculiari finalità, e del personale di ogni altra categoria che svolga funzioni direttive o docenti nelle scuole od istituti statali di ogni ordine e grado, esclusa l'Università";
  - b) "la conseguente revisione della posizione del predetto personale in ordine alla ristrutturazione delle carriere, alla giusta valutazione economica delle funzioni docente e direttiva nonché al riordinamento e alla istituzione dei ruoli organici, compreso quello dei direttori delle accademie di belle arti e dei licei artistici, con forme opportune di decentramento a livello regionale o provinciale";
  - c) "la disciplina del nuovo stato giuridico e la revisione del trattamento economico del personale non insegnante delle scuole di cui alla precedente lettera a) e dei convitti nazionali e degli educandati femminili dello Stato nonché dei convitti annessi agli istituti di istruzione tecnica e professionale";
  - d) "la istituzione e il riordinamento degli organi collegiali di governo degli istituti e scuole materne e di istruzione elementare, secondaria ed artistica".

Negli altri articoli, il legislatore fa riferimento esplicitamente tra le altre cose alla libertà di insegnamento, alla rimodulazione degli orari lavorativi, all'istituzione dei nuovi enti di documentazione ed aggiornamento (art. 4), alla riforma degli organi collegiali (art. 5), all'istituzione dei distretti scolastici (art. 7), alla ristrutturazione dei ruoli del personale non docente (art. 9).

### DPR 416/1974
Il titolo I del DPR 416/1974 riguarda prevalentemente gli organi di partecipazione democratica nella scuola. Con questo decreto vengono infatti costituiti gli organi collegiali della scuola, "al fine di realizzare" dice la legge all'articolo 1 "la partecipazione nella gestione della scuola dando ad essa il carattere di una comunità che interagisce con la più vasta comunità sociale e civica". Vengono previsti quattro livelli di partecipazione democratica: il circolo o istituto, il distretto scolastico, la provincia, infine la nazione intera. In seguito il D. lgs 233/1999 ha di fatto abolito i livelli distrettuale e provinciale, istituendo quello regionale.
Gli organi collegiali che vengono costituiti a livello di circolo e di istituto (articoli 2-8) sono il Consiglio di classe o di interclasse, il Collegio dei docenti, il Consiglio d'istituto, la Giunta esecutiva, il Consiglio di disciplina degli alunni (oggi ridenominato "Commissione disciplinare") ed il Comitato di valutazione del servizio degli insegnanti. Tutte queste istituzioni, confermate dal Testo unico del 1994, sono ancora oggi esistenti e pienamente funzionanti. Vale la pena ricordare che i Provvedimenti Delegati istituiscono anche la figura del vicario del preside o direttore didattico, meglio noto come vicepreside, figura menzionata anche dalla legge delega 477/1973 e molto importante dal punto di vista giuridico.
L'articolo 9 dichiara istituito il distretto scolastico, un comprensorio formato dai territori di uno o più comuni, a seconda della popolazione e del numero di istituti presenti. A livello distrettuale, venne istituito il Consiglio scolastico distrettuale (articoli 11-12). Il distretto doveva essere "il perno degli organi collegiali" (De Bartolomeo), il collante tra il mondo della scuola e la realtà sociale e produttiva del territorio: tuttavia la sua spinta si esaurì ben presto, il Consiglio scolastico distrettuale fu abolito dalla riforma degli organi collegiali del 1999 e i consigli rimasero in vita formalmente fino al 31 dicembre 2001. Il personale distaccato sui distretti fu riportato nelle scuole con la legge finanziaria 2003,. Da allora il termine distretto scolastico indica semplicemente un'area geografica comprendente alcune scuole.
Anche il Consiglio scolastico provinciale, istituito con gli articoli 13-15, fu poi soppresso. Anche questo organismo fu abolito dalla riforma del 1999, e sostituito con il Consiglio scolastico regionale, organo dell'Ufficio scolastico regionale.
A livello nazionale, invece, i provvedimenti delegati istituirono il Consiglio nazionale della pubblica istruzione (articolo 16), che doveva assommare le funzioni del Consiglio superiore della pubblica istruzione (fondato nel 1859), del Consiglio superiore delle antichità e belle arti (fondato nel 1907) e del Consiglio di disciplina (fondato nel 1947). Questo organismo consultivo del Ministero della Pubblica Istruzione fu sostituito dalla riforma del 1999 con un nuovo Consiglio superiore della pubblica istruzione, più snello (i componenti risultavano dimezzati): tuttavia la sostituzione non è mai avvenuta di fatto, ed il Consiglio nazionale esiste attualmente, svolgendo il suo ruolo consultivo ed informativo presso il Ministero dell'Istruzione, dell'Università e della Ricerca.
Il DPR 416/1974 inoltre dettava le norme circa lo svolgimento delle elezioni degli organi collegiali (articoli 20-24), recepite ed aggiornate dall'ordinanza ministeriale nº 215 del 15 luglio 1991 e dal Testo unico del 1994, e pertanto tuttora vigenti.
Infine il decreto presidenziale stabilisce il principio dell'autonomia amministrativa delle scuole (art. 25) ed impone la costituzione di un albo pubblico d'istituto o di circolo (art. 27).
Il titolo II istituisce un altro istituto caratteristico della partecipazione democratica alla vita della scuola, le assemblee degli studenti (di classe o di istituto) e dei genitori. L'articolo 42 riconosce il diritto di assemblea, fino al 1974 larvatamente concesso dai presidi. Le norme sulle assemblee sono state riprese dal Testo unico in materia di istruzione (articoli 12-15) e continuano ad essere rispettate in tutte le scuole italiane.
L'impegno finanziario dello Stato per l'attuazione di questo primo DPR ammontò a 1000 milioni di lire. La data di entrata in vigore fu fissata al 1º ottobre.

### DPR 417/1974
Questo importante decreto è il più lungo del corpus. Riguarda lo stato giuridico e la funzione del personale docente, direttivo ed ispettivo della scuola.
All'articolo 1 viene riconosciuta la libertà di insegnamento (del resto già sancita dall'articolo 33 della Costituzione italiana), "nel rispetto della coscienza morale e civile degli alunni stessi", ossia nei limiti imposti dal buon costume e dall'ordine pubblico. Viene così a concretarsi il principio da alcuni definito "libertà nella scuola, libertà della scuola".
L'articolo 2 definisce la funzione del docente, "intesa come esplicazione essenziale dell'attività di trasmissione della cultura, di contributo alla rielaborazione di essa e di impulso alla partecipazione dei giovani a tale processo e alla formazione umana e critica della loro personalità". I ruoli del docente di ogni ordine e grado sono così schematizzati:
- "cur[are] il proprio aggiornamento culturale e professionale";
- "partecip[are] alle riunioni degli organi collegiali di cui fanno parte";
- "partecip[are] alla realizzazione delle iniziative educative della scuola";
- "cur[are] i rapporti con i genitori degli alunni delle rispettive classi";
- "partecip[are] ai lavori delle commissioni di esame e di concorso di cui siano stati nominati componenti".

L'articolo 3 stabilisce i limiti della funzione direttiva, ossia i compiti del preside o direttore didattico, ruoli confluiti dal 2001 nella figura del dirigente scolastico (art. 25 del D. lgs 165/2001). Per la prima volta nella storia della scuola italiana gli istituti vengono definiti come "uffici-organi complessi, tecnici, forniti di autonomia amministrativa" (stabilita dal precedente DPR 416/1974). Si innesca così quel processo che porterà, negli anni novanta, verso la scuola-azienda ed il preside-manager (tanto da venire, all'alba del Duemila, equiparato agli altri dirigenti dello Stato), fenomeno da alcuni polemicamente chiamato "toyotismo nella scuola".
Dopo aver regolato la funzione ispettiva (articolo 4), il decreto passa a dettare le norme di reclutamento dei docenti, dei presidi e direttori didattici e degli ispettori (articoli 5-59), materia da allora oggetto di numerose e frenetiche modifiche. Altri articoli riguardano i periodi di congedo (61-65), la valutazione degli insegnanti (articolo 66, affidata al Comitato per la valutazione di cui al DPR 416/1974), i passaggi di cattedra e di ruolo (67-86), i doveri (88-93). In particolare, tra questi ultimi, c'è il divieto per i docenti di tenere lezioni private ad alunni del proprio istituto e comunque di informarne il preside o direttore didattico (articolo 89), il divieto di assumere un altro pubblico impiego oltre a quello nella scuola (articolo 91) e di tenere attività privata o commerciale (articolo 92). Questi divieti sono stati rivisti dalla legislazione posteriore, così ad esempio è possibile per i docenti svolgere attività libero professionale previa autorizzazione del dirigente scolastico (DPR 300/1992), svolgere attività a titolo non oneroso e non incompatibili con gli orari di lezione, ed altri singoli casi regolati dal D. lgs 80/1998.
Un'altra notevole innovazione presente nel DPR 417/1974 è il riconoscimento della libera associazione sindacale dei docenti, dei presidi e direttori didattici e degli ispettori (articolo 60). Essi possono riunirsi nei locali scolastici quando vogliono, fuori dall'orario scolastico, e nel limite di 10 ore per anno scolastico, se in orario di lezione. Le stesse norme saranno estese dal DPR 420/1974 al personale non docente, con esplicito riferimento all'articolo 60 di questo decreto. Tuttora è concesso al personale della scuola di riunirsi insieme in assemblea sindacale, tendenzialmente durante le prime ore di lezione.

### DPR 418/1974
Questo decreto si compone di soli sei articoli, e si limita a riconoscere la legittimità del pagamento degli straordinari al personale direttivo ed ispettivo (art. 1), previa autorizzazione del provveditore agli studi, nel limite massimo di 30 ore per gli ispettori tecnici e di non oltre 30 ore per presidi e direttori, in base alla popolazione scolastica del loro istituto (art. 2).
Il trattamento economico riservato loro per le ore di straordinario è ai sensi del decreto legislativo presidenziale nº 19 del 27 giugno 1946. Il decreto prevede lo stanziamento per l'attuazione di risorse pari a 2006 milioni di lire.

### DPR 419/1974
Il DPR 419/1974 riconosce e regola le sperimentazioni nella scuola, intese (articolo 1):
- "come ricerca e realizzazione di innovazioni sul piano metodologico-didattico";
- "come ricerca e realizzazione di innovazioni degli ordinamenti e delle strutture esistenti".

Vengono riconosciuti due tipi di sperimentazione: quella metodologico-didattica (art. 2) e quella di ordinamento e strutture (art. 3). La prima è stata assegnata alla sensibilità dei singoli insegnanti, non presenta oneri per lo Stato ed è tuttora praticata a discrezione dei docenti; le sperimentazioni di nuovi ordinamenti scolastici, invece, sono state di fatto cancellate dalla cosiddetta "riforma Gelmini", mirata al contenimento della spesa pubblica, avviata dall'art. 64 del decreto-legge 133/2008 e proseguita con la razionalizzazione degli istituti della scuola secondaria (decreto-legge 137/2008, convertiti in legge 169/2008).
Esempi di sperimentazioni attuate nel corso degli anni settanta ed ottanta sono il Piano Nazionale Informatica ed il Progetto Brocca (dal nome del sottosegretario alla Pubblica istruzione Beniamino Brocca che lo promosse durante la X Legislatura). Alcune sperimentazioni di successo, come il liceo linguistico, sono state riconosciute come indirizzi autonomi dall'attuale normativa.

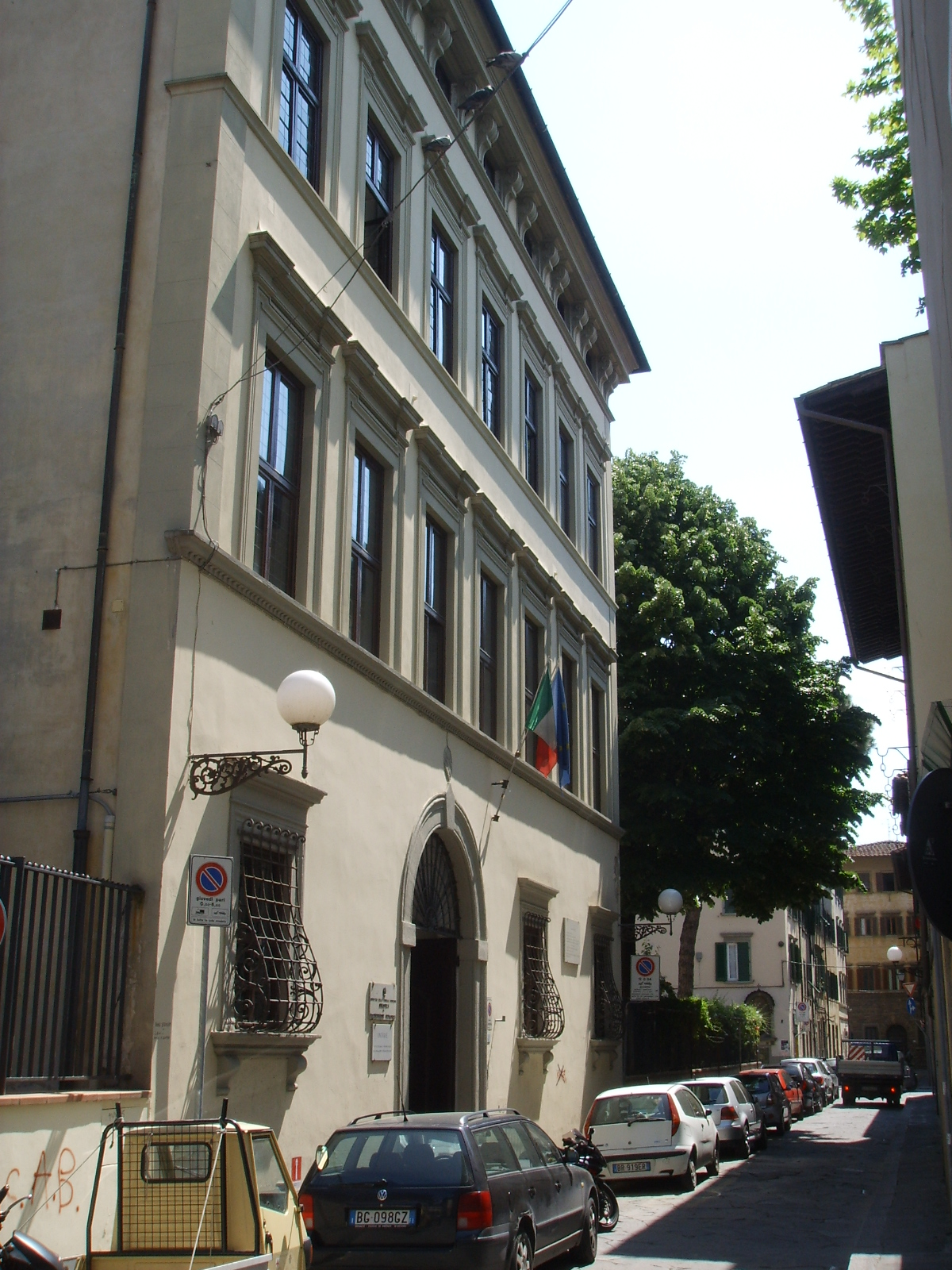
Palazzo Gerini a Firenze, sede del Centro e museo didattico nazionale dal 1937, nonché della Biblioteca di documentazione nazionale, trasformata nel 1999 in INDIRE e nel 2007 confluita nell'Agenzia nazionale per lo sviluppo dell'autonomia scolastica. Il palazzo alla fine degli anni Trenta fu oggetto di interventi di restauro curati dall'architetto Giovanni Michelucci.

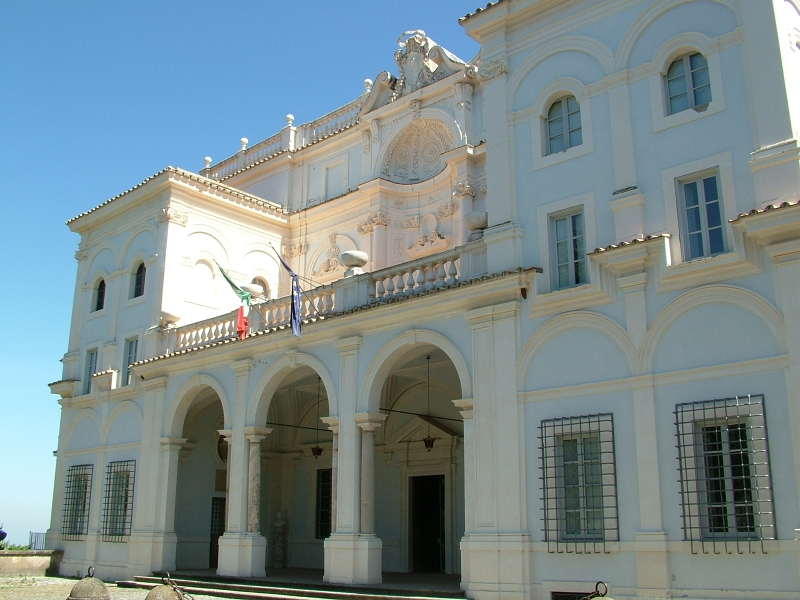
Villa Falconieri a Frascati, sede del Centro Europeo per l'Educazione, dal 1999 denominato INVALSI. A Villa Falconieri nel 1963 i delegati dei paesi dell'OCSE redassero il cosiddetto "Manuale di Frascati", riferimento internazionale per l'armonizzazione dei rilevamenti statistici.

Il titolo II riguarda l'aggiornamento, definito dall'articolo 7 "diritto-dovere fondamentale del personale ispettivo, direttivo e docente". A questo scopo lo Stato si impegna a costituire tre enti competenti:
- gli Istituti regionali di ricerca, sperimentazione e aggiornamento educativi (IRRSAE);
- il Centro Europeo per l'Educazione (CEDE);
- la Biblioteca di documentazione pedagogica (BDP).

Gli IRRSAE furono dichiarati istituiti in ogni capoluogo di regione, presso i locali uffici scolastici regionali, con le seguenti finalità:
- "raccogliere, elaborare e diffondere la documentazione pedagogico-didattica";
- "condurre studi e ricerche in campo educativo";
- "promuovere ed assistere l'attuazione di progetti di sperimentazione cui collaborino più istituzioni scolastiche";
- "organizzare ed attuare iniziative di aggiornamento per il personale direttivo e docente della scuola";
- "fornire consulenza tecnica sui progetti di sperimentazione e sui programmi, sui metodi e sui servizi di aggiornamento culturale e professionale dei docenti e collaborare all'attuazione delle relative iniziative promosse a livello locale".

Questi istituti regionali furono in seguito ridenominati IRRE (Istituti regionali di ricerca educativa) e dal 2007 soppressi ed unificati nell'Agenzia nazionale per lo sviluppo dell'autonomia scolastica in forza della legge finanziaria varata in quell'anno dal secondo governo Prodi (legge 296/2006).
Nello stesso ente fu fatta anche confluire, sempre in forza della finanziaria 2007, la Biblioteca di documentazione pedagogica, diventata istituto nazionale di documentazione per l'innovazione e la ricerca educativa (INDIRE) nel 1999 (ex D. lgs 258/1999). La sede dell'Agenzia nazionale per lo sviluppo dell'autonomia scolastica si trova a Firenze, in Palazzo Gerini, sede designata dal DPR 419/1974 per la Biblioteca di documentazione pedagogica. Il palazzo ospita anche il Centro e museo didattico nazionale.
Gli scopi di questa istituzione, per il legislatore del 1974, erano:
- la "raccolta, conservazione e valorizzazione del materiale bibliografico e di documentazione didattico-pedagogica in collaborazione con gli istituti regionali e con il Centro europeo per l'educazione";
- lo "sviluppo e funzionamento della biblioteca pedagogica nazionale a servizio delle istituzioni e degli studiosi oltre che del personale della scuola".

L'attuale Agenzia nazionale per lo sviluppo dell'autonomia scolastica, riunendo i compiti degli IRRSAE-IRRE e della BDP-INDIRE, persegue le seguenti finalità ex finanziaria 2007 (legge 296/2006):
- "ricerca educativa e consulenza pedagogico-didattica";
- "formazione e aggiornamento del personale della scuola";
- "attivazione di servizi di documentazione pedagogica, didattica e di ricerca e sperimentazione";
- "partecipazione alle iniziative internazionali nelle materie di competenza";
- "collaborazione alla realizzazione delle misure di sistema nazionali in materia di istruzione per gli adulti e di istruzione e formazione tecnica superiore";
- "collaborazione con le regioni e gli enti locali".

L'Agenzia conserva nella sede fiorentina anche gli oltre 85.000 volumi appartenuti alla BDP.
Infine il Centro europeo per l'educazione fu dichiarato costituito con sede in villa Falconieri a Frascati, cittadina dei Castelli Romani a venticinque chilometri da Roma. Le sue finalità erano "attendere a studi e ricerche":
- "sulla programmazione e sui costi dei sistemi educativi";
- "sulla educazione permanente ed educazione ricorrente anche con riferimento ai rapporti tra formazione e occupazione";
- "sui problemi dell'apprendimento e della relativa valutazione";
- "sull'innovazione educativa e sull'aggiornamento del personale ispettivo, direttivo e docente";
- "sull'impiego delle tecnologie educative".

Il CEDE fu trasformato dal D. lgs 258/1999 in Istituto nazionale per la valutazione del sistema dell'istruzione, meglio noto come INVALSI. Questo ente funziona attualmente a pieno regime, e dal 2007 (legge 176/2007) ha ottenuto l'incarico di redigere i famosi Test INVALSI, che dovrebbero contribuire all'elaborazione di una valutazione omogenea degli alunni su tutto il territorio nazionale nei vari gradi dell'istruzione.
Contestualmente, il DPR 419/1974 dichiarava aboliti i Centri didattici nazionali e provinciali (articolo 18), ampiamente aboliti dai nuovi organi costituiti. I Centri didattici erano stati istituiti nel 1941 dall'allora ministro Giuseppe Bottai, ed avevano continuato a funzionare incessantemente negli anni cinquanta e sessanta. Il loro personale fu reintegrato alle dipendenze del Ministero e gli anni di servizio presso i Centri didattici riconosciuti.

### DPR 420/1974
L'ultimo decreto presidenziale del corpus dei provvedimenti delegati riguarda lo stato giuridico ed il trattamento economico del personale non docente. Il legislatore esordisce riordinando la divisione in carriere dei non docenti in questo modo (art. 2):
- "carriera di concetto di segreteria";
- "carriera delle assistenti delle scuole materne";
- "carriere esecutive";
  - applicati di segreterie;
  - aiutanti tecnici;
  - magazzinieri;
  - infermieri;
  - cuochi.
- "carriere del personale ausiliario".
  - bidelli;
  - guardarobieri;
  - custodi;
  - aiutanti guardarobieri;
  - accudienti di convitto.

Oggi, la maggior parte di queste figure è scomparsa dalle scuole, e si è potuto semplificare il quadro delle carriere raccogliendo tutto il personale non docente nella categoria degli Ausiliari, Tecnici e Amministrativi (ATA, più brevemente), come disposto dal contratto nazionale di lavoro del comparto scuola del 26 maggio 1999.
Il resto del decreto passa in rassegna le funzioni delle figure sopra elencate. In particolare è importante il ruolo attribuito alla figura del segretario, che si avvia a ricoprire quel ruolo strategico di DSGA (direttore dei servizi generali ed amministrativi), forse più importante di quello del dirigente scolastico, che gli sarà riconosciuto dal decreto ministeriale del 27 dicembre 1999.
Gli applicati di segreteria sono posti alle dipendenze del segretario, per "mansioni di archivio, di protocollo, di registrazione, di meccanografia e di copia, anche con l'utilizzazione di macchine" (art. 6). Per quanto riguarda i bidelli (oggi chiamati "collaboratori scolastici"), l'articolo 7 prevede che essi svolgano funzioni di pulizia di aule, palestre e pertinenze scolastiche e di vigilanza.
Il decreto in seguito detta le norme di assunzione, specie dei segretari (articoli 9-14), le norme di disciplina e gli organi ad essi preposta (articoli 15-17), le regole per i trasferimenti di sede (articolo 18). L'articolo 22 stabilisce che il personale non docente gode delle stesse libertà sindacali stabilite per il personale docente, direttivo ed ispettivo e di cui all'articolo 60 del DPR 416/1974 precedentemente esposto.
Lo Stato ha provveduto al finanziamento delle disposizioni contenute in questo decreto con 3600 milioni di lire.